# Parafia Przemienienia Pańskiego w Orzeszu
Parafia Przemienienia Pańskiego – rzymskokatolicka parafia znajdująca się w Orzeszu, w dzielnicy Zawada. Parafia należy do dekanatu Orzesze i archidiecezji katowickiej. Została erygowana 12 września 1986 r. jako parafia tymczasowa, a 28 sierpnia 1988 r. jako parafia pełnoprawna.
Konsekracji kościoła parafialnego dokonał bp Damian Zimoń 1 października 1990 roku.

## Proboszczowie
- ks. Eugeniusz Szyszka (administrator 1986–1988, proboszcz 1988–1995), budowniczy kościoła[2]
- ks. Leon Oleś (administrator 1995–1998, proboszcz 1998–2017)[3]
- ks. Krzysztof Szudok (od 2017)